# Santuario de la naturaleza Estero de Quitralco
El santuario de la naturaleza Estero de Quitralco es un santuario de la naturaleza de Chile creado por decreto 600 de 1996 y que abarca aproximadamente 176 km² de aguas, islas y playas delimitadas entre Punta Lynch y el extremo sur de la barra del río Huemules (Tres Cruces), exceptuándose la Isla Viola.
El estero de Quitralco es un fiordo que abarca desde el canal Moraleda en el suroeste hasta la falla Liquiñe-Ofqui en el noroeste; dese ubica a unos pocos km al noreste de la cabecera del fiordo y el Hudson es visible desde el mismo. En el brazo de su lado oeste hay numerosos islotes y rocas, y existen algunas vertientes termales.
La mayor parte de la vegetación cercana a la costa está formada por helechos y arbustos. Los árboles que crecen alrededor del fiordo incluyen Nothofagus dombeyi (coigüe) y Drimys winteri (canelo).